# Schinus latifolius
Schinus latifolius là một loài thực vật có hoa trong họ Đào lộn hột. Loài này được (Gillies ex Lindl.) Engl. miêu tả khoa học đầu tiên năm 1876.